# Добрињ (Литомјержице)
Добрињ (чеш. Dobříň) је насељено мјесто са административним статусом сеоске општине (чеш. obec) у округу Литомјержице, у Устечком крају, Чешка Република.

## Становништво
Према подацима о броју становника из 2014. године насеље је имало 550 становника.